# Bibio vicinus
Bibio vicinus är en tvåvingeart som beskrevs av Arribalzaga 1878. Bibio vicinus ingår i släktet Bibio och familjen hårmyggor. Inga underarter finns listade i Catalogue of Life.